# تامارا کرو
تامارا کرو (انگلیسی: Tamara Crow؛ زادهٔ february ۳, ۱۹۷۷ (۴۸ سال)) ورزشکار شنای موزون اهل ایالات متحده آمریکا است.
وی در مسابقات کشوری و بین‌المللی در مجموع برندهٔ ۱ مدال برنز شده‌است.